# Verbrande poortgang

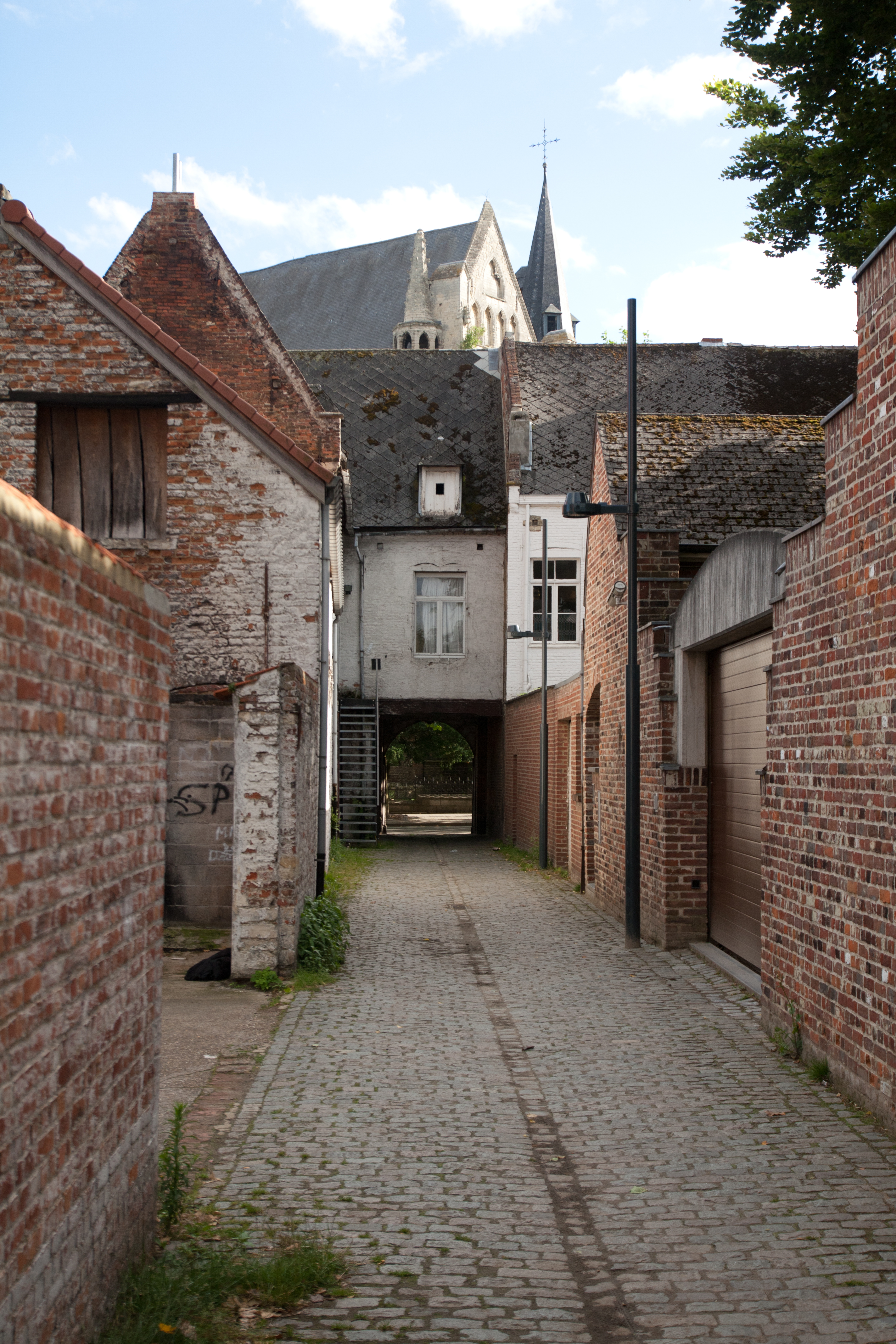
Verbrande poortgang, met ingang aan de Brusselsestraat

De Verbrande poortgang is een steegje in de stad Leuven (België). Het steegje verbond de Brusselsestraat met een hoek naar de Ridderstraat; later verdween de doorgang naar de Ridderstraat. De Verbrande poortgang was een van de vele steegjes die uitliepen in de Brusselsestraat.
De Verbrande poortgang bevindt zich in de Brusselsestraat recht tegenover het voormalige kerkhof van de Sint-Jacobskerk. De doorgang is al sinds het jaar 1675 de stadswoning De Jonghen Pfenix. Tot het jaar 1723 droeg het steegje de naam Friezenstraatje, omwille van een bron in de steeg, genoemd Vriesenborne. In 1723 verwoestte een brand de ingangspoort aan de Brusselsestraat, vandaar de huidige naam.
Het huis De Jonghen Pfenix werd meermaals herbouwd, een eerste maal na de brand van 1723. Het huis met de doorgang, de Verbrande Poort, is onroerend erfgoed van Leuven.